# استان تلمسان
استان تلمسان (عربی: ولاية تلمسان) نام استان سیزدهم کشور الجزایر است. این استان در شمال غربی این کشور واقع شده است

## خصوصیات
استان تلمسان ۹٬۰۶۱ کیلومترمربع مساحت و ۹۴۵٬۵۲۵ نفر جمعیت دارد